# دان شرايبر
دان شرايبر (بالإنجليزية: Dan Schreiber)‏ هو لاعب بوكر أمريكي، ولد في 30 يونيو 1985 في تروي في الولايات المتحدة.